# تيار كوروشيو

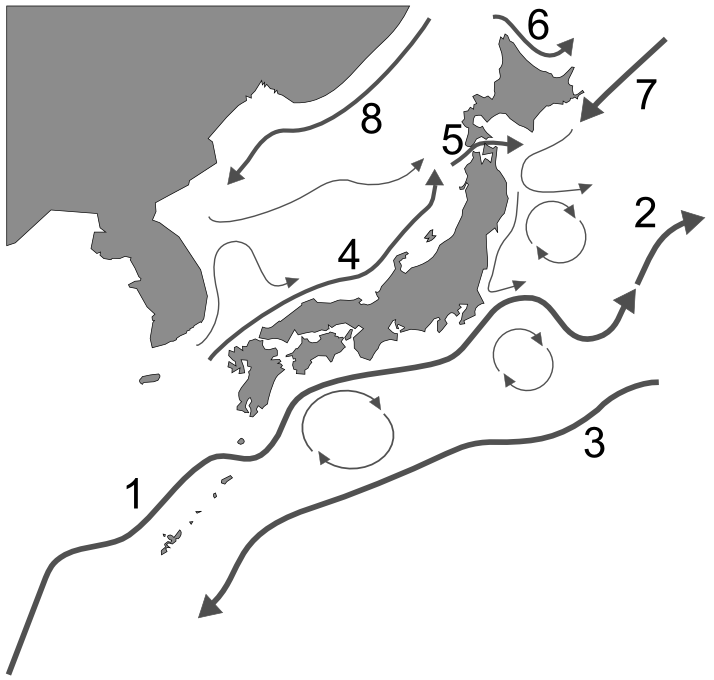
التيار رقم واحد

تيار كوروشيو هو تيار مائي محيطي حار، يعد استمراراً للتيار الاستوائي الشمالي في المحيط الهادئ الذي بعد أن يصطدم بجزر الفلبين وأندونيسيا ينحرف جزء منه نحو الشمال فالشمال الشرقي ماراً بسواحل اليابان الشرقية حتى خط عرض 42 شمالاً حيث ينحرف متجهاً نحو الشرق مدفوعاً بالرياح الغربية السائدة، حتى إذا ما وصل الساحل الغربي للقارة الأمريكية الشمالية (الساحل الغربي لولاية واشنطن) انقسم إلى قسمين، شمالي ويعرف بتيار ألاسكا الحار، وجنوبي ويعرف بتيار كاليفورنيا البارد.